# Santa María, Huila
Santa María är en ort i Colombia.   Den ligger i departementet Huila, i den centrala delen av landet, 250 km sydväst om huvudstaden Bogotá. Santa María ligger 1 745 meter över havet och antalet invånare är 2 761.
Terrängen runt Santa María är kuperad åt sydväst, men åt nordost är den bergig. Santa María ligger nere i en dal. Runt Santa María är det ganska glesbefolkat, med 34 invånare per kvadratkilometer. Det finns inga andra samhällen i närheten. I omgivningarna runt Santa María växer i huvudsak städsegrön lövskog.